# Claude John Eyre Auchinleck
Sir Claude John Eyre Auchinleck, britanski feldmaršal, * 1884, † 1981.